# Un commissario al di sotto di ogni sospetto
Un commissario al di sotto di ogni sospetto (Inspecteur la Bavure) è un film del 1980 diretto da Claude Zidi.